# Zespół MIDAS
Zespół MIDAS (ang. MIDAS syndrome, microphthalmia, dermal aplasia and sclerocornea, syndromic microphthalmia type 7, MCOPS7) – rzadki zespół wad wrodzonych charakteryzujący się mikroftalmią i linijnymi ogniskami aplazji skóry głowy i szyi. Stwierdza się też inne wrodzone nieprawidłowości narządu wzroku, takie jak torbiele oczodołu i zmętnienie rogówki. Choroba może być spowodowana mutacjami w genie HCCS w locus Xp22, który koduje syntazę cytochromu C.